# Crematogaster pusilla
Crematogaster pusilla är en myrart som först beskrevs av Oswald Heer 1850.  Crematogaster pusilla ingår i släktet Crematogaster och familjen myror. Inga underarter finns listade i Catalogue of Life.